# 須田剛一
須田剛一（1968年1月2日－）是Grasshopper Manufacture股份有限公司的CEO。遊戲設計師、遊戲製作人、編劇。也會使用SUDA51這個名字。

## 创作风格
他所製作的作品，從畫面到音樂性整體評價來看，在日本都無法找出與他相似的作品而有許多獨特的創作。另外那種無論稱作是龐克或「流行尖端」的作風，就連他創作的劇本在海外都受到比日本國內更高的評價。因此讓他在外國的知名度高於日本國內。
與原科樂美的小島秀夫（今小岛工作室）和原卡普空（現就职KAMUY）的三上真司都有往來，也很尊敬他們擅於讓遊戲內容充滿電影般、寫實的文法而及具說服力的創作方式。對於小島自MSX時代所創作的遊戲就有這樣強烈的感受，在以自己本身也相當精通的西洋音樂為首，讓他們在音樂方面有許多共通的話題。並且說出，對於三上遊戲製作的方式及文法，在近年來也同樣受到他巨大的影響。與5pb.志倉千代丸則是Human公司時代的好友。
就算在與自己風格有巨大的差異任天堂中，也對同公司的宮本茂充滿敬意。近年的訪談中，能夠看出他對於為了擴大玩家層面而站在同一陣線的任天堂，有將被認為不可能會出現的種類（龐克）作品作為其心意提供給該公司的使命感（從《七面殺手》以後作品可得證）。另外自己作為遊戲設計師的最終目標，回答出就是要像宮本一樣，能製作出「萬人向」的作品（宮本所說的「万人向」是指無論輕度玩家、重度玩家或是男女老幼都能夠滿足的作品）。
身為摔角迷，不但在許多作品中會讓摔角手（無論是主角或配角）登場，在故事中也會放入許多摔角捏他（像是放入小川直也的台詞）而成為其特徵。
另外會有冬葉スミオ（《恐怖校園》）、コダイスミオ（《銀色事件》）、モンドスミオ（《花與太陽與雨》）及《七面殺手》的マスク・ド・スミス、英雄不再中每次在魔王戰前留下信件給主角的M.S.等同名角色出現在不同作品中，這是須田在訪談中說出受到手塚治虫的明星系統的影響所致。
另外他在國外使用「Suda51」這個名字，這是來自於剛一的日文拼音「ごういち」→　變成Suda「51」並且也使用在宣傳片及遊戲中的製作人員名單內。

## 經歷
- 1968年 出生長野縣長野市
- 1993年 以企畫身分加入Human Entertainment公司。
- 1994年 以《火爆摔角III FINALBOUT》（SFC）為其製作出道作。接下來也負責1995年《火爆摔角SPECIAL》（SFC）的劇本。他在摔角遊戲中加入故事模式並且以不受常規所拘束的故事發展而引一陣議題。
- 1996年 歷經《恐怖校園〜探索編〜》（PS）、1997年《恐怖校園〜究明編〜》（PS）的製作後，1997年再次擔任《ムーンライトシンドローム》的導演及編劇。為這類文字冒險遊戲加入了驚悚・不安感・現代傳奇等要素而確立了其作風。
- 1998年 創立grasshopper manufacture股份有限公司。
- 1999年 發表《銀色事件》（PS）而親自負責導演及編劇。其開發並實現了叫作全視窗方式的手法，而讓文字冒險遊戲也能夠擁有相當有型的畫面而引起注目。
- 2001年 發表《花與太陽與雨》（PS2）而同樣由他親自負責導演及編劇。讓文字冒險遊戲變成3D冒險的方式以及在劇本的用字遣詞的表現手法也增加了其創意性。
- 2002年 發表《密西根》（PS2）。由他首次負責遊戲製作與設計。本作系統透過電視台攝影師的攝影機視點，而以報導倫理・道德觀等作為劇本基礎，讓本作成為一個故事充滿迷團的問題作。
- 2005年 發表《七面殺手》（GC/PS2）。親自負責其導演及編劇。讓他那充滿創意性的劇情受到國內外一致的好評[2]。
- 2006年 發表《琉球武士瘋雲錄》（PS2）。親自負責其導演及編劇。將作為動畫作品轉變成刀劍動作遊戲。
- 2006年 發表《BLOOD+ 一夜之吻》（PS2）。親自負責其導演及編劇。
- 2007年12月6日 發表《英雄不再》（Wii）。親自負責其導演及編劇。
- 2008年 發表《零～月蚀的假面～》（Wii）。並且與Tecmo的菊池啓介及柴田誠一起在任天堂的監修下，親自負責其導演及編劇。
- 2008年春，將《花與太陽與雨》移植到NDS（同時期也預計將《銀色事件》與《銀色事件25区》加以移植，直到2011年現在，則是先將PS版移植到PSP專用的Game Archives平台開放收費下載）。
- 2010年　《英雄不再2 垂死掙扎》在北美發售並且親自負責其導演及編劇。同年10月在国内發售。另外也負責国內版限定的BOXDVD《英雄不再 1.5》的劇本。
- 2011年　在《ヒデラジ》第三百次播放紀念節目中，負責廣播劇《SUDA51'S SDATCHER》的劇本，並且負責為フレディ・ニールセン這個角色配音。
- 2021年  因网易游戏收购草蜢工作室而加入网易。

## 主要作品
- 《火爆摔角》系列
  - 《火爆摔角III FINALBOUT》（SFC）1994年
  - 《火爆摔角SPECIAL》（SFC）1995年
- 《黃昏症候群》系列
  - 《黃昏症候群〜探索編〜》（PS）1996年
  - 《黃昏症候群〜究明編〜》（PS）1997年
- 《銀色事件》（PS）1999年
  - 《銀色事件25区》（手機APP）
- 《花與太陽與雨》（PS2）2001年
- 《密西根》（PS2）2002年
- 《七面殺手》（GC/PS2）2005年
- 《琉球武士瘋雲錄》（PS2）2006年
- 《BLOOD+ 一夜之吻》（PS2）2006年
- 《英雄不再》系列
  - 《英雄不再》（Wii）2007年
  - 《英雄不再2 垂死掙扎》（Wii）2010年[北美版]
  - 《特拉維斯再戰江湖：英雄不再》（Switch）2019年
  - 《英雄不再3》（Switch）2021年
- 《零～月蚀的假面～》（Wii）2008年
- 《闇影罪罰》（XB360/PS3）2011年
- 《電鋸甜心》（XB360/PS3）2012年
- 《殺手已死》（XB360/PS3）2013年
- 《SHORT PEACE 月極蘭子最漫長的一天》 (2014年，PS3) 原作、編劇、綜合導演
- 《LET IT DIE》（2017年，PS4）執行導演

## 得獎經歷
《七面殺手》
- RESET － 「Besta manus 2006（最佳劇本2006）」
- 《Edge》 － 「THE EDGE AWARDS 2005」中獲得「BEST VISUAL DESIGN」「BEST AUDIO DESIGN」
- IGN － 「THE BEST OF 2005」中獲得「BEST ADVENTURE GAME」「BEST STORY」「BEST GAME NO ONE PLAYED」
- Gamespot － 「BEST OF 2005」中獲得「Best New Character」「Most Innovative Game」
- 《週刊法米通》 － 「2005 ゲーコロ的年度最佳遊戲獎」

《英雄不再》
- IGN.com － 「THE BEST OF 2008」中獲得「WII BEST ACTION」「WII BEST STORY」
- Gamespot － 「BEST OF 2008」中獲得「Best Wii game」「Best Original IP」「Editor's Choice Award」
- NGamer － 「NGamer's Golden Mario Awards」中獲得「Best Game Character」
- GamePro － 「Wii Game of the Year」「Game of the Month/Editors' Choice」
- Kotaku － 「Judges' Choice 2008 (1 of 7)」

《英雄不再2》
- 第14回日本新媒體動漫藝術節娛樂部門 審査委員会推薦作品
- IGN － Funniest Game ※獲得編輯部票選、讀者票選兩部門獎
- GamesRadar － Best Game You've Already Forgotten
- GamrReview － Best Action/Adventure

## 小故事
- 曾當過葬儀社人員。另外在進入grasshopper公司前，曾在朝日電視台的新聞節目中，擔任道具人員負責製作圖表並且在自己參與演出的法米通WaveDVD雜誌的節目裡親自透露這件事。
- 不僅擔任編劇，也負責創作《恐怖校園》、《花與太陽與雨》、《英雄不再》等作品所使用的歌曲歌詞。
- 根据編劇佐藤直子的说法，《死魂曲》的主角・須田恭也的姓式就是來自於他。
- 以客串聲優的方式參與過《人中之龍2》。

## 外部連結
- Grasshopper Manufacture官方网站 （页面存档备份，存于）
- 須田剛一的X（前Twitter）